# Wallstraße 29 b, Mittelstraße 8

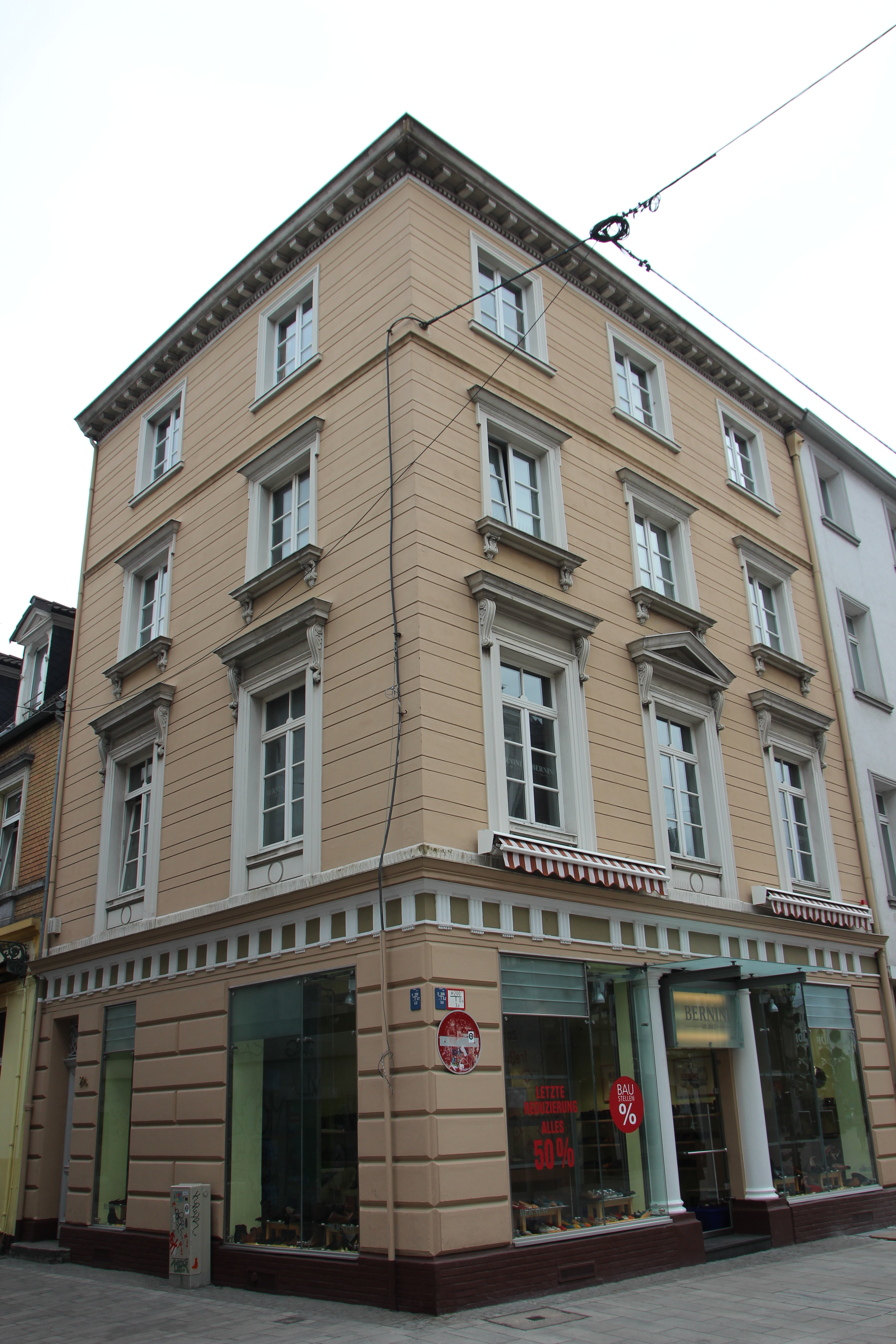

Das Gebäude Wallstraße 29 b, Mittelstraße 8 in Düsseldorf stammt im Kern noch aus dem 18. Jahrhundert und war das ehemalige Abthaus des Düsseldorfer Kapuzinerklosters. Im Jahre 1854 wurden Schaufenster eingebaut. 1861 folgte ein Umbau im Inneren. 1882 wurde die Fassade nach Entwürfen des Architekten Anton Harte gestaltet. Am 7. Dezember 1984 wurde das Gebäude unter Denkmalschutz gestellt.
Das Gebäude wird dem Klassizismus zugeordnet. Architektonische Details sind dabei ein Triglyphenfries, Säulen, gegliederte Faschen, Giebel auf Konsolen und die Fensterverdachung:

„[…] Ein Triglyphenfries und ein Gurtgesims setzen die Obergeschosse ab. Der Putz der Obergeschosse zeigt einen horizontalen Fugenschnitt. Zwischen den beiden obersten Geschossen verläuft ein schmales Gesims. Zur Mittelstraße zeigt das Haus zwei Schaufenster mit Mitteleingang, der von Säulen flankiert wird. Alle Obergeschossfenster haben gegliederte Faschen. Giebel über Konsolen betonen die Fenster des 1. Obergeschosse. Die mittlere von drei Achsen zur Mittelstraße ist am 1. Obergeschoss durch eine Verdachung beotnt. Ein Gesims mit Konsolen und Zahnschnitt beschließt das aufgehende Mauerwerk.“